# Антофійчук Володимир Іванович
Володи́мир Іва́нович Антофійчу́к (нар. 13 січня 1955, с. Латківці Борщівського району Тернопільської області) — український літературознавець, культуролог, педагог. Доктор філологічних наук, професор (2002). Лауреат літератературно-мистецьких премій імені Івана Бажанського та імені Ольги Кобилянської. Голова Чернівецької обласної організації НСПУ (з червня 2025).

## Життєпис
У 1977 році закінчив філолологічний факультет Чернівецького університету.
Працював учителем у школі с. Шупарка Борщівського району Тернопільської області (1977—1978).
Від 1978 — в Чернівецькому університеті: асистент, доцент (1994—2002), професор кафедри української літератури.

## Відзнаки
- Літературно-мистецька премія імені Івана Бажанського.
- Літературно-мистецька премія імені Ольги Кобилянської (2015).[2]

## Праці

### Окремі видання
- «Святі чуття, закладені в молитву…»: Антологія української молитви: У 2 кн. /Упорядник, автор вступної статті і приміток В. І. Антофійчук. — Чернівці: Рута, 1996. — Кн. 1. — 152 с.; Кн. 2. — 187 с.
- Євангельські мотиви в українській літературі кінця XIX — XX ст. — Чернівці: Рута, 1996. — 208 с. (У співавторстві з А. Є. Нямцу).
- Проблеми поетики традиційних сюжетів та образів у літературі. — Чернівці: Рута, 1997. — 208 с. (У співавторстві з А. Є. Нямцу).
- Проблеми традиції та новаторства у світовій літературі. — Чернівці: Рута, 1998. — 208 с. (У співавторстві з А. Є. Нямцу).
- Образ Іуди Іскаріота в українській літературі. — Чернівці: Рута, 1999. — 104 с.
- Образ Понтія Пілата в українській літературі: онтологічні, поведінкові та аксіологічні домінанти. — Чернівці: Рута, 1999. — 40 с.
- Євангельські образи в українській літературі XX століття: Монографія. — Чернівці: Рута, 2000. — 335 с.
- Культурологія. Короткий термінологічний словник: Навчальний посібник. — Чернівці: Рута, 2002. — 152 с.
- Новий Завіт в українській літературі XX століття: Методичні вказівки до спецкурсу. — Чернівці, 2003. — 40 с.
- Давня українська література. Епоха Середньовіччя: Методичні рекомендації до вивчення курсу. — Чернівці: ЧНУ, 2003. — 52 с.

### Статті, тези, рецензії
- На відстані двох віршів //Молодий буковинець. — 1996. — 8 берез.
- Євангельські мотиви в українській літературі і сучасний загально-культурний контекст // Гуманітарна освіта: фактор світової інтеграції. — Ч. ІІ. — Чернівці, 1997. — С. 66–71.
- Своєрідність трансформації образу Пілата в повісті Наталени Королевої «Що є істина?» // Науковий вісник Чернівецького університету: Збірник наукових праць. — Вип. 13. Слов'янська філологія. — Чернівці, ЧДУ, 1997. — С. 49–52.
- Євангельський сюжетно-образний матеріал у поемі Володимира Сосюри «Христос» // Буковинський журнал. — 1997. — Ч. 2. — С. 158–165.
- Поема Володимира Сосюри «Мойсей»: два варіанти твору // Буковинський журнал. — 1998. — Ч. — С. 90–95.
- Трансформація архетипу зради в драматичній поемі Лесі Українки «На полі крові» // Науковий вісник Чернівецького університету: Збірник наукових праць. — Вип. 34. Слов'янська філологія. — Чернівці: Рута, 1998. — 21-25.
- Легенди про Христа Костянтини Малицької // Буковинський журнал. — 1998. — Ч. 2. — С. 91–94.
- Богдан Мельничук // Письменники Буковини XX століття: Хрестоматія. — Ч. 2. — Чернівці: Прут, 1998. — С. 138– 141.
- Борис Бунчук // Письменники Буковини XX століття: Хрестоматія. — Ч. 2. — Чернівці: Прут, 1998. — С. 319–321.
- Володимир Дячков // Письменники Буковини XX століття: Хрестоматія. — Ч. 2. — Чернівці: Прут, 1998. — С. 421—422.
- Гортаючи Біблію // Буковина. — 2000. — 2 верес. (У співавторстві з А. Є. Нямцу).
- Євангельські оповідання Наталени Королевої // Буковинський журнал. — 1999. — Ч. 1 — 2. — С. 95– 98.
- Загальнокультурна традиція в поемі Т. Г. Шевченка «Марія» // Шевченко і Поділля. — Кам'янець-Подільський, 1999. — С. 50–54.
- Поема Миколи Руденка «Хрест» у контексті переосмислення євангельського матеріалу літературою XX ст. // Науковий вісник Чернівецького університету: Збірник наукових праць. — Вип. 52– 53. Слов'янська філологія. — Чернівці: Рута, 1999. — С. 36–41.
- Оповідання О. Кобилянської «Юда» в контексті переосмислення образу євангельського зрадника українською літературою кінця XIX — XX ст. // Науковий вісник Чернівецького університету: Збірник наукових праць. — Вип. 58–59. Слов'янська філологія. — Чернівці: Рута, 1999. — С. 74–79.
- Аксіологічна своєрідність образу євангельського зрадника в оповіданні В. Дрозда «Іскаріот» // Вісник Дніпропетровського університету: Літературознавство. Журналістика. — Вип. 3. — Т. 1. — 1999. — С. 67-71.
- Своєрідність трансформації євангельського сюжетно-образного матеріалу в українській літературі XX ст. // Українська філологія: школи, постаті, проблеми. — Ч. 1. — Львів: Світ, 1999. — С. 544–550.
- Сучасність і Вічність у поемі Анатолія Григоренка «Храм Істини» // Науковий вісник Чернівецького університету: Збірник наукових праць. — Вип. 81. Слов'янська філологія. — Чернівці: Рута, 1999. — С. 16–22.
- Своєрідність трансформації образу Іуди Іскаріота в легендарно-апокрифічних оповідях //Науковий вісник Чернівецького університету: Збірник наукових праць. — Вип. 64. Філософія. — Чернівці: Рута, 1999. — С. 54– 57.
- Євангельський контекст у творчості Наталени Королевої // Слово і час. — 2000. — № 8. — С. 36–44.
- Відсвіт Вифлеємської зірки // Буковина. — 2000. — 6 січ. (У співавторстві з А. Є. Нямцу).
- «Літературні євангелія» як форма емоційно-психологічної та предметно-побутової «реконструкції» новозавітних подій (на матеріалі роману Р. Іваничука «Євангеліє від Томи») // Дискурс сучасної історичної романістики: поетика жанру. Наукові студії. — К., 2000. — С. 6–21.
- Євангельський архетип зради в драмі С. Черкасенка «Ціна крові» // Науковий вісник Чернівецького університету: Збірник наукових праць. — Вип. 87. Слов'янська філологія. — Чернівці: Рута, 2000. — С. 17–25.
- Закономірності переосмислення сюжетів та образів Нового Завіту в українській літературі XX століття // Біблія і культура: Збірник наукових статей. — Вип. 1. — Чернівці: Рута, 2000. — С. 26–33.
- Євангельський контекст у творчості Романа Іваничука // Біблія і культура: Збірник наукових статей. — Вип. 2. — Чернівці: Рута, 2000. — С. 63–69.
- Трансформація канонічного оповідного центру в сучасній українській новелістиці // Науковий вісник Чернівецького університету: Збірник наукових праць. — Вип. 83. Слов'янська філологія. — Чернівці: Рута, 2000. — С. 15–20.
- Своєрідність переосмислення євангельського канону в новелах Сергія Грабара // Роль християнства в утвердженні освіти, науки та мистецтва: історія, уроки, перспективи. Науковий збірник. — Рівне, 2000. — С. 152–155.
- Трансформація євангельських мотивів у драматичній поемі Лесі Українки «Одержима» // Актуальні проблеми літературознавства. — Т. 8: Збірник наукових праць. — Дніпропетровськ: Навчальна книга, 2000. — С. 21–28.
- Своєрідність переосмислення образу Богородиці в поемі Т. Шевченка «Марія» // Вісник Прикарпатського університету. — Вип. V. — Івано-Франківськ, 2000. — С. 78–82.
- Закономірності переосмислення сюжетів та образів Нового Завіту в українській літературі XX століття // Наш голос: Літературно-культурний журнал українських письменників Румунії. — 2000. — Ч. 53 — 54. — С. 7–9.
- Трансформація образу Іуди Іскаріота в українській літературі XX ст. // Слово і час. — 2001. — № 2. — С. 52–58.
- Проблема «Новий Завіт і література» та її дослідження в Чернівецькому університеті // Науковий вісник Чернівецького університету: Збірник наукових праць. — Вип. 106. Слов'янська філологія. — Чернівці: Рута, 2001. — С. 37–48.
- Своєрідність трансформації християнської традиції в повісті Василя Ілляшенка «Антихрист» // Науковий вісник Чернівецького університету: Збірник наукових праць. — Вип. 108. Слов'янська філологія. — Чернівці: Рута, 2001. — С. 13–19.
- Трансформація євангельських мотивів у повісті Романа Іваничука «Смерть Юди» // Проблеми сучасного літературознавства: Збірник наукових праць. — Вип. 7. — Одеса: Маяк, 2001. — С. 268–276.
- Євангельські мотиви в українській літературі XX ст. // Warszawskie zeszyty ukrainoznawcze. — Т. 12 — 12. — Warszawa, 2001. — С. 249–256.
- Християнська аксіологія в українській літературі XX століття // Міжнародний науковий конгрес «Українська історична наука на порозі XXI століття». Чернівці, 16 — 18 травня 2000 р.: Доповіді та повідомлення. — Чернівці: Рута, 2001. — Т. 2. — С. 85–90.
- «Літературні євангелія» в сучасній українській прозі // Біблія і культура: Зб. наук. статей. — Вип. 3. — Чернівці: Рута, 2001. — С. 136–151.
- Євангельський контекст роману Наталі Дзюбенко «Андрій Первозванний» // Науковий вісник Чернівецького університету: Збірник наукових праць. — Вип. 146—147. Слов'янська філологія. Чернівці: Рута, 2002. — С. 251–257.
- Образ Ісуса Христа в українській літературі XX століття // Наш голос: Літературно-культурний журнал українських письменників Румунії. — 2002. — Ч. 99. — С. 3; Ч. 100. — С. 25; Ч. 101–102. — С. 24–25; 2003. — Ч. 103. — С. 24; Ч. 104. — С. 24– 25.
- Євангельсько-християнські мотиви в повісті Василя Ілляшенка «Антихрист» // Біблія і культура: Зб. наук. статей. — Вип. 4. — Чернівці: Рута, 2002. — С. 141–146.
- Християнство і творчість Лесі Українки // Науковий вісник Чернівецького університету: Збірник наукових праць. — Вип. 170 — 171. Слов'янська філологія. — Чернівці: Рута, 2003. — С. 141–146.
- Євангельська основа релігійної драми Григора Лужницького «Голгота» // Таїни художнього тексту (до проблеми поетики тексту): Збірник наукових праць. — Вип. 3. — Дніпропетровськ: РВВ ДНУ, 2003. — С. 220–227.
- Жанр молитви в українській літературі // Буковинський журнал. — 2003. — № 3–4. — С. 277–286.
- Біблія і українська література XX століття: історико-літературні аспекти // Матеріали V конгресу Міжнародної асоціації україністів: Літературознавство. — Чернівці: Рута, 2003. — Кн. 2. — С. 191–195.
- Антофійчук В. І. «Юда Іскаріот» Леоніда Андрєєва — «На полі крові» Лесі Українки: спроба нової інтерпретації // Біблія і культура: Зб. наук. статей. — Вип. 5. — Чернівці: Рута, 2003. — С. 104–107.
- Антофійчук В. І. Загальнолюдські цінності в творчості Ольги Кобилянської // Наш голос: Літературно-культурний журнал українських письменників Румунії. — 2004. — Ч. 115–116. — С. 10–11.
- Трансформація євангельських мотивів у повісті Романа Іваничука «Смерть Юди» // Проблеми сучасного літературознавства: Збірник наукових праць. — Вип. 7. — Одеса: Маяк, 2001. — С. 268–276.
- Євангельські мотиви в українській літературі XX ст. // Warszawskie zeszyty ukrainoznawcze. — Т. 12 — 12. — Warszawa, 2001. — С. 249–256.
- Християнська аксіологія в українській літературі XX століття // Міжнародний науковий конгрес «Українська історична наука на порозі XXI століття». Чернівці, 16 — 18 травня 2000 р.: Доповіді та повідомлення. — Чернівці: Рута, 2001. — Т. 2. — С. 85–90.
- «Літературні євангелія» в сучасній українській прозі // Біблія і культура: Зб. наук. статей. — Вип. 3. — Чернівці: Рута, 2001. — С. 136–151.
- Євангельський контекст роману Наталі Дзюбенко «Андрій Первозванний» // Науковий вісник Чернівецького університету: Збірник наукових праць. — Вип. 146 — 147. Слов'янська філологія. Чернівці: Рута, 2002. — С. 251–257.
- Образ Ісуса Христа в українській літературі XX століття // Наш голос: Літературно-культурний журнал українських письменників Румунії. — 2002. — Ч. 99. — С. 3; Ч. 100. — С. 25; Ч. 101–102. — С. 24−25; 2003. — Ч. 103. — С. 24; Ч. 104. — С. 24–25.
- Євангельсько-християнські мотиви в повісті Василя Ілляшенка «Антихрист» // Біблія і культура: Зб. наук. статей. — Вип. 4. — Чернівці: Рута, 2002. — С. 141–146.
- Християнство і творчість Лесі Українки // Науковий вісник Чернівецького університету: Збірник наукових праць. — Вип. 170—171. Слов'янська філологія. — Чернівці: Рута, 2003. — С. 141–146.
- Євангельська основа релігійної драми Григора Лужницького «Голгота» // Таїни художнього тексту (до проблеми поетики тексту): Збірник наукових праць. — Вип. 3. — Дніпропетровськ: РВВ ДНУ, 2003. — С. 220–227.
- Жанр молитви в українській літературі // Буковинський журнал. — 2003. — № 3 — 4. — С. 277–286.
- Біблія і українська література XX століття: історико-літературні аспекти // Матеріали V конгресу Міжнародної асоціації україністів: Літературознавство. — Чернівці: Рута, 2003. — Кн. 2. — С. 191–195.
- Антофійчук В. І. «Юда Іскаріот» Леоніда Андрєєва — «На полі крові» Лесі Українки: спроба нової інтерпретації // Біблія і культура: Зб. наук. статей. — Вип. 5. — Чернівці: Рута, 2003. — С. 104–107.